# 2027
Rok 2027 (MMXXVII) gregoriánského kalendáře začne v pátek 1. ledna a skončí v pátek 31. prosince. V České republice bude mít 252 pracovních dnů a 13 státních a ostatních svátků, z toho 9 jich připadá na mimovíkendové dny. Dle židovského kalendáře nastane přelom roků 5787 a 5788, dle islámského kalendáře 1448 a 1449.

## Očekávané události
- 1. ledna
  - Evropskými hlavními městy kultury v roce 2027 budou lotyšská Liepāja a portugalská Évora.
  - předpokládaný vznik nového státu Bougainville[1]
- 12. ledna – ukončení rozšířené podpory operačního systému Windows Server 2016
- 15. května – 15. srpna – Specializovaná světová výstava EXPO v srbském Bělehradě
- 2. srpna – Z území Česka bude pozorovatelné částečné zatmění Slunce.
- 7. srpna – asteroid (137108) 1999 AN10 proletí kolem Země ve vzdálenosti 388 960 km (0,0026 AU )
- 12. srpna – sonda Lucy proletí kolem planetky Eurybates; Jupiterova trojánu obíhajícího librační centrum L4.

## Fikce
Zde jsou uvedena některá díla, jejichž děj se odehrává (zcela nebo částečně) v roce 2027.

### Počítačové hry a videohry
- Cyberia (1994)
- Deus Ex: Human Revolution (2011)
- Homefront (2011)

### Filmy
- Metropolis (1927)
- Potomci lidí (2006)

### Televize
- A.D. Police (1990)
- RahXephon (2002)
- The Ghost Hunter (dětské drama od BBC) (2002)
- Cameron Phillips z filmu Terminátor: Příběh Sáry Connorové pochází z tohoto roku (2008)
- The Whitest Kids U' Know (2009)
- Aqua Teen Hunger Force (2010)

### Hudba
- Put Your Hands Up 4 Detroit od Fedda Le Granda

## Výročí

### Výročí narození
- 19. ledna – Fráňa Šrámek, český básník, prozaista a dramatik (150 let)
- 3. února – Jan Blažej Santini-Aichel, architekt (350 let)
- 6. března – Gabriel García Márquez, kolumbijský spisovatel, nositel Nobelovy ceny (100 let)
- 16. dubna – Benedikt XVI., papež (100 let)
- 21. května – Filip II. Španělský, španělský král (500 let)
- 28. června – Peter Paul Rubens, vlámský malíř (450 let)
- 2. července – Hermann Hesse, německo-švýcarský prozaik, nositel Nobelovy ceny (150 let)
- 31. července – Maxmilián II. Habsburský, římský císař, český král (500 let)
- 16. října – Günter Grass, německý spisovatel, nositel Nobelovy ceny (100 let)
- 31. prosince – Viktor Dyk, český básník a spisovatel (150 let)

### Výročí úmrtí
- 2. března – Jan Kašpar, inženýr, průkopník aviatiky v Česku (100 let)
- 5. března – Alessandro Volta, italský fyzik (200 let)
- 13. března – Jan Patočka, filozof (50 let)
- 26. března – Ludwig van Beethoven, německý hudební skladatel (200 let)
- 31. března – Isaac Newton, anglický fyzik (300 let)
- 4. května – Karel Höger, herec (50 let)
- 11. června – Jiří I., panovník Království Velké Británie a Irska (300 let)
- 21. června – Niccolò Machiavelli, italský filozof (500 let)
- 16. srpna – Elvis Presley, americký zpěvák (50 let)
- 18. srpna – Čingischán, zakladatel Mongolská říše (800 let)
- 12. října – Jan Zrzavý, malíř (50 let)
- 25. prosince – Charlie Chaplin, britský herec (50 let)